# علیپورا
علیپورا (به لاتین: Alipura) یک منطقهٔ مسکونی در بنگلادش است که در Sarsawa واقع شده‌است.

## خصوصیات
علیپورا ۹٬۵۰۰ نفر جمعیت دارد.